# Барометр

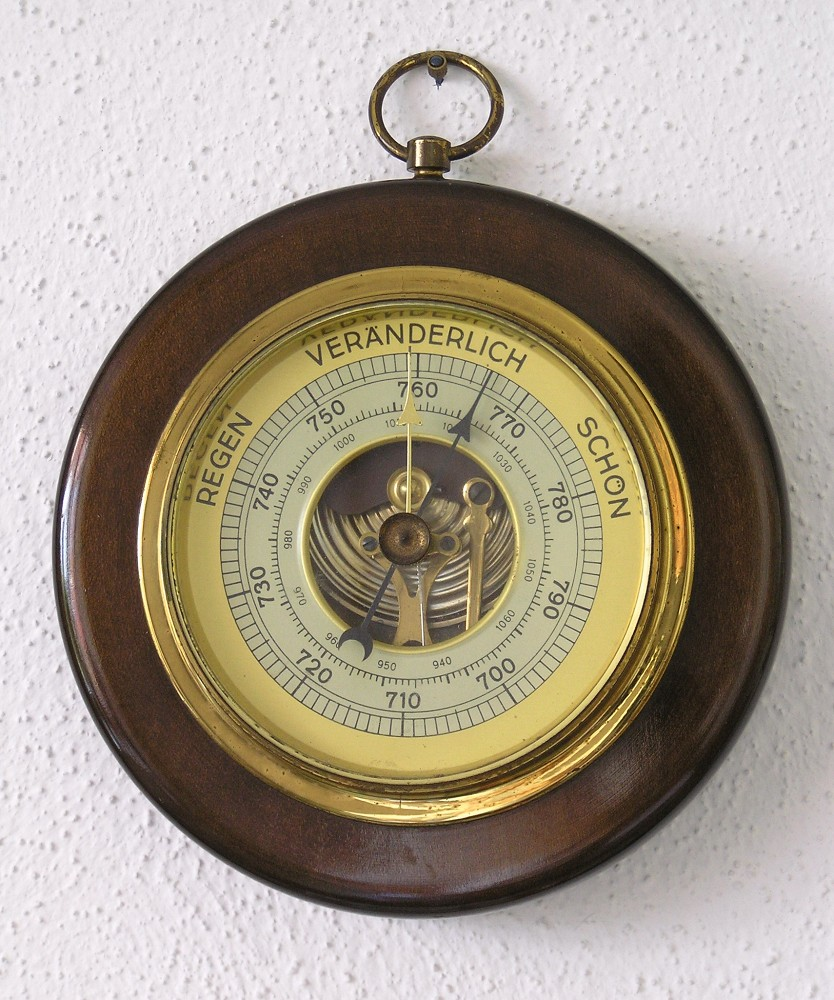
Механический барометр

Баро́метр (др.-греч. βάρος — «тяжесть» и μετρέω — «измеряю») — прибор для измерения атмосферного давления. Ртутный барометр был изобретён итальянским математиком и физиком Эванджелиста Торричелли в 1644 году. Это была тарелка с налитой в неё ртутью и пробиркой (колбой), поставленной отверстием вниз (см. опыт Торричелли). Когда атмосферное давление повышалось, ртуть поднималась в пробирке, когда же оно понижалось — ртуть опускалась. Из-за неудобства такая конструкция перестала применяться и уступила место барометру-анероиду, но метод, по которому такой барометр был изготовлен, стал применяться в термометрах.

## История
Первым, кто выдвинул идею создания прибора для предсказания погоды, был Галилео Галилей. Но дальше идеи его замысла не пошли. Только в 1643 году его последователи и ученики Эванджелиста Торричелли и Винченцо Вивиани смогли воплотить в жизнь идею великого ученого. Торричелли стал первым, кто сумел доказать существование атмосферного давления. Он, вместе со своим помощником Вивиани использовал для опыта запаянную с одного конца трубку, наполнив ее ртутью. Закрыв нижний конец трубки, её погружали в сосуд, где также находилась ртуть. При открытии - ртуть опускалась в трубке до определенной высоты, при этом над ней образовывалось пустое пространство. При увеличении атмосферного давления вещество в трубке поднималось вверх, при понижении опускалось. Сконструированный Торричелли прибор стал первым ртутным барометром. Само слово «барометр» с древнегреческого языка переводится как «барос» — тяжесть и «метрос» — мерить. То есть измеритель давления.

## Устройство
В жидкостных барометрах давление измеряется высотой столба жидкости (ртути) в трубке, запаянной сверху, а нижним концом опущенным в сосуд с жидкостью (атмосферное давление уравновешивается весом столба жидкости). Ртутные барометры — точнее любых других и поэтому используются на метеостанциях.
В быту обычно используются механические барометры. В анероиде жидкости нет. В переводе с греческого «анероид» — «без жидкости». Он показывает атмосферное давление, действующее на гофрированную тонкостенную металлическую коробку, в которой создано разрежение. При понижении атмосферного давления коробка слегка расширяется, а при повышении — сжимается и воздействует на прикрепленную к ней пружину. На практике часто используется несколько (до десяти) анероидных коробок, соединенных последовательно, и имеется рычажная передаточная система, которая поворачивает стрелку, движущуюся по круговой шкале, проградуированной по ртутному барометру. а также в настоящее время широкое распространение получили цифровые барометры.

## Типы барометров
Барометры принято распределять на жидкостные и механические.
Жидкостные барометры работают на принципе, замеченным Э.Торричелли при проведении опыта, связанного с атмосферным давлением. С изменением атмосферного давления изменяется ртутный столб в барометре. Прикреплённая к трубке с ртутью шкала показывает данные о давлении.
Механический барометр, который ещё принято называть анероидом, работает следующим образом: с изменением атмосферного давления крышка коробочки, к которой прикреплена пружина с передающим механизмом, деформируется, из-за чего стрелка на шкале показывает соответствующие данные И т. д.

## Эталон абсолютного давления
Первичный эталон единицы давления для области абсолютного давления (ГЭТ 101—2011) хранится в ФГУП «ВНИИМ им. Д. И. Менделеева».